# Commanderie de Libdeau
La Commanderie de Libdeau est une commanderie hospitalière anciennement templière située dans le département de Meurthe-et-Moselle en région Lorraine, à environ 25 km à l'ouest de Nancy sur la commune de Toul.

## Premières maisons du Temple en Lorraine
La Lorraine compte six fondations intervenues entre la deuxième et la troisième croisade,
- Xugney, sur des terres relevant du comté de Vaudémont,
- Marbotte, sur des possessions de l'abbaye de Saint-Mihiel,
- Libdeau, dans le Toulois,
- Dagonville, dans le Barrois,
- Pierrevillers, fief des comtes de Bar,
- Couvertpuis, probablement du ressort des sires de Joinville.

## Origine du nom
Vient de la contraction de deux mots en latin : liberum, libre ; donum, cadeau, don, présent, offrande (aux dieux).

## Historique
La présence des Templiers à Libdeau est attestée par plusieurs documents dès la fin du XIIe siècle. Une charte non datée attribue à l'évêque de Toul, Pierre de Brixey, la confirmation du droit d'usage et de paison d'un bois proche de Libdeau, que son prédécesseur Henri de Lorraine avait accordé aux frères du Temple : « li dons dou bois devant Liebedos fait aux frères du Temple dudit lieu ». Le document mentionne les frères du Temple impliquant une installation des Templiers à Libdeau au moment où a été établie la donation par Henri de Lorraine. L'établissement a donc probablement été fondé au cours du deuxième tiers du XIIe siècle à l'instigation de Henri de Lorraine, évêque de Toul de 1128 à 1165. En 1312, la suppression de l'ordre du Temple par le pape Clément V conduisit à la dévolution de ses biens au profit de l'ordre de l'Hôpital de Saint-Jean de Jérusalem.
Amédée de Genève, 58e évêque de Toul (1320-1330), fit don de 50 jours de terre aux Hospitaliers de Libdeau.
À la suite de la Révolution française entraînant la dissolution de tous les ordres religieux, la commanderie fut vendue le 6 Thermidor de l'An II (24 juillet 1794) comme propriété nationale pour la somme de 255 000 livres.

## Commandeurs templiers et hospitaliers
Pour la période templière, seul un nom nous est parvenu.
| Commandeur | Période       |
| --- | ------------- |
| Frère Renaud | ↔ 1271-1272   |
| Bertrand de Burey, premier commandeur hospitalier de Libdeau                                                        | ✝ 1326        |
| Ferry de Lunéville                                                                                                  | ↔ 1459        |
| Frère Jean Baxart, commandeur de Libdeau et de Jaillon                                                              | ↔ 1467        |
| Pierre du Châtelet, commandeur de Libdeau et de Norroy Chevalier de Saint-Jean de Rhodes                            | ↔ 1491-1498   |
| François de Haraucourt, Commandeur de Robécourt, Libdeau et Norroy                                                  | ↔ 1528        |
| Lebeuf de Guyonville                                                                                                | av. 1534      |
| Jean de Choiseul du Plessis-Praslin Commandeur de Robécourt, Norroy, St Jean-devant-Nancy et Xugney (1534)          | ↔ 1534 ✝ 1565 |
| Guy de Mandres, commandeur de Xugney et Libdeau                                                                     | ↔ 1607        |
| Charles de Lorraine                                                                                                 | ↔ 1630        |
| Gabriel de Ligniville-Tantonville                                                                                   | ↔ 1649        |
| Pierre Pons de Rennepont, commandeur de Xugney et Libdeau Receveur-général de l'ordre au grand prieuré de Champagne | ↔ 1656        |
| Charles Descrots-Duchon, commandeur de Thors, Corgebin, Xugney et Libdeau                                           | ↔ 1670        |
| Gaspard de Pernes, commandeur de Xugney et Libdeau                                                                  | ☩ 1675 ✝ 1690 |
| Charles de Certaines de Villemolin                                                                                  | ↔ 1694        |
| Louis Descrots-Duchon, chef d'escadre des galères du Roi                                                            | ↔ 1711-1714   |
| Bailli Claude de Thiard de Bissy, Grand-Croix                                                                       | ↔ 1722-1736   |
| Bailli Blaise-Léopold le Prudhomme de Fontenoy, Grand-Croix, Grand-Prieur de Champagne                              | ↔ 1739        |
| M. de Vagny | ↔ 1740        |
| Bailly de Bissy | ↔ 1740-1746   |
| Louis-Robert de Bermondes                                                                                           | ↔ 1754-1763   |
| Charles-Louis le Prudhomme de Fontenoy                                                                              | ↔ 1776        |

✝: date de décès.
☩ : date de nomination.
↔ : fonction en cours.

## Possessions

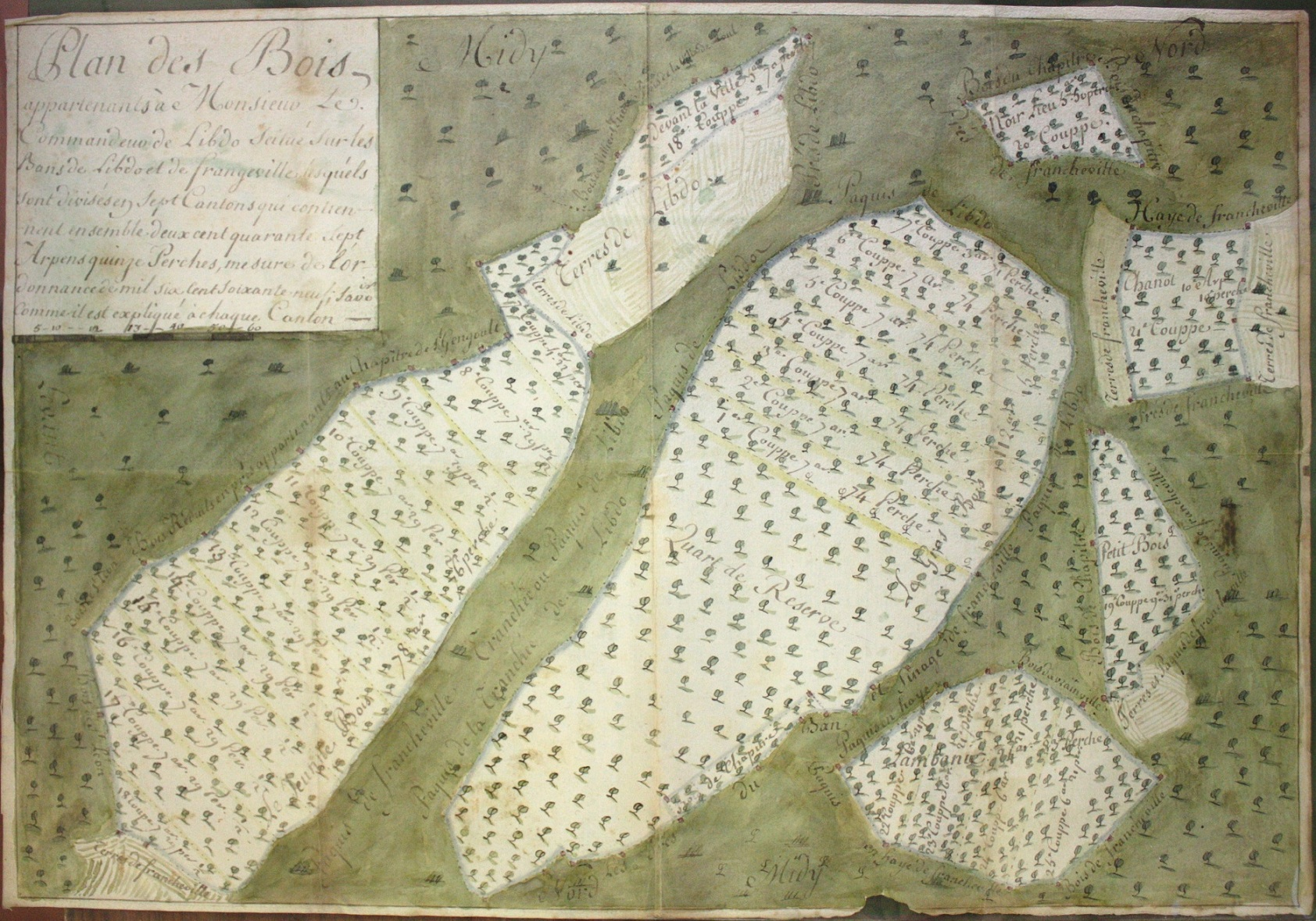
Plan terrier de la Commanderie de Libdeau selon l'ordonnance de 1669

Les archives départementales de Meurthe-et-Moselle conservent 13 actes mentionnant des dons accordés aux frères du Temple de Libdeau. Hormis la charte de Pierre de Brixey, tous sont datés entre 1214 et 1272. Ces documents livrent des informations relatives aux possessions de la commanderie qui reflètent un établissement de bonne importance principalement consacré à l'exploitation céréalière. La lecture des manuscrits montre l'attachement des frères du Temple à acquérir la totalité d'un bois nommé « Les Trois Chênes » et de plusieurs champs et prés. Une grange et le moulin de Boyer, situés à proximité, comptent également parmi les biens.
Des terres et biens de toute nature ayant appartenu à la Commanderie de Libdeau ont été identifiés dans une trentaine de communes du Toulois, il est cependant probable qu'une partie importante des donations a été réalisée à partir du XIVe siècle à l'époque des Hospitaliers.

## La chapelle

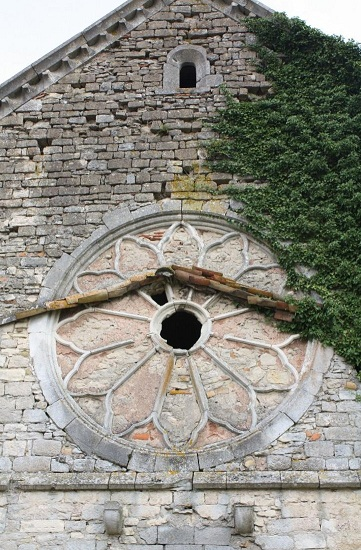
Détails de la façade

Après la suppression de l'ordre du Temple en 1312 et la dévolution de ses biens au bénéfice des Hospitaliers de Saint-Jean, la pérennité de la plupart des commanderies fut assurée jusqu'en 1790. Après cette date, l'abolition de l'ordre de Saint-Jean de Jérusalem et de tous les ordres religieux en France entraîna la dégradation puis la ruine de nombreux édifices. Aujourd'hui seules quatre commanderies sont attestées en Lorraine par la subsistance d'une chapelle, Xugney et Norroy dans les Vosges, Marbotte dans la Meuse et Libdeau en Meurthe-et-Moselle. La chapelle de Libdeau peut être considérée comme intacte, malgré de nombreuses altérations, elle est la seule à conserver ses voûtes d'ogives.
Le bâtiment de plan rectangulaire mesure intérieurement dix-huit mètres trente de longueur et huit mètres soixante de largeur. Il comporte trois travées, deux pour la nef et une pour le chœur fermé par un chevet droit percé d'une fenêtre gothique à trois baies aux arcs en lancette avec grand oculus. Les travées ont reçu des voûtes sur croisées d'ogives avec nervures toriques retombant sur des chapiteaux à corbeille nue avec astragale rehaussant des colonnes engagées. La nef était éclairée par de hautes fenêtres gothiques à deux baies jumelées et à oculus, trois s'ouvrent sur le côté de droite et une seule du côté opposé, elles sont actuellement murées. Les extérieurs sont épaulés par huit contreforts à ressaut terminés en bâtière, quatre sont angulaires dont deux encadrant fortement la façade qui s'ouvrit jusqu'en 1963 par un élégant portail déposé au Musée Lorrain. Façade et chevet se terminent par un pignon insérant une haute toiture de tuiles plates. La corniche de la façade est décorée de modillons. Le portail en plein cintre est constitué de deux colonnettes aux chapiteaux à décor végétal portant un arc trilobé. Le tympan est décoré de figures en bas-relief représentant une Vierge à l'Enfant et deux anges thuriféraires, cette composition est classique vers la fin du XIIe siècle à l'image de celle représentée sur le tympan du portail nord de la cathédrale de Chartres. Quatre corbeaux alignés dans la paroi au-dessus du portail de Libdeau suggèrent qu'une large toiture en appentis l'abritait. Les rampants du pignon de la façade sont ponctués par une corniche bourguignonne remplacée sur les côtés et le pignon du chevet par une corniche plus discrète en simple pierre de taille. Au-dessus du portail enlevé, une élégante rose en pierre composée de douze compartiments à tête trilobée rayonnant d'un anneau central surprend par son important diamètre, l'ensemble est actuellement muré. Cette rose est surmontée d'une petite fenêtre en plein cintre de style roman.

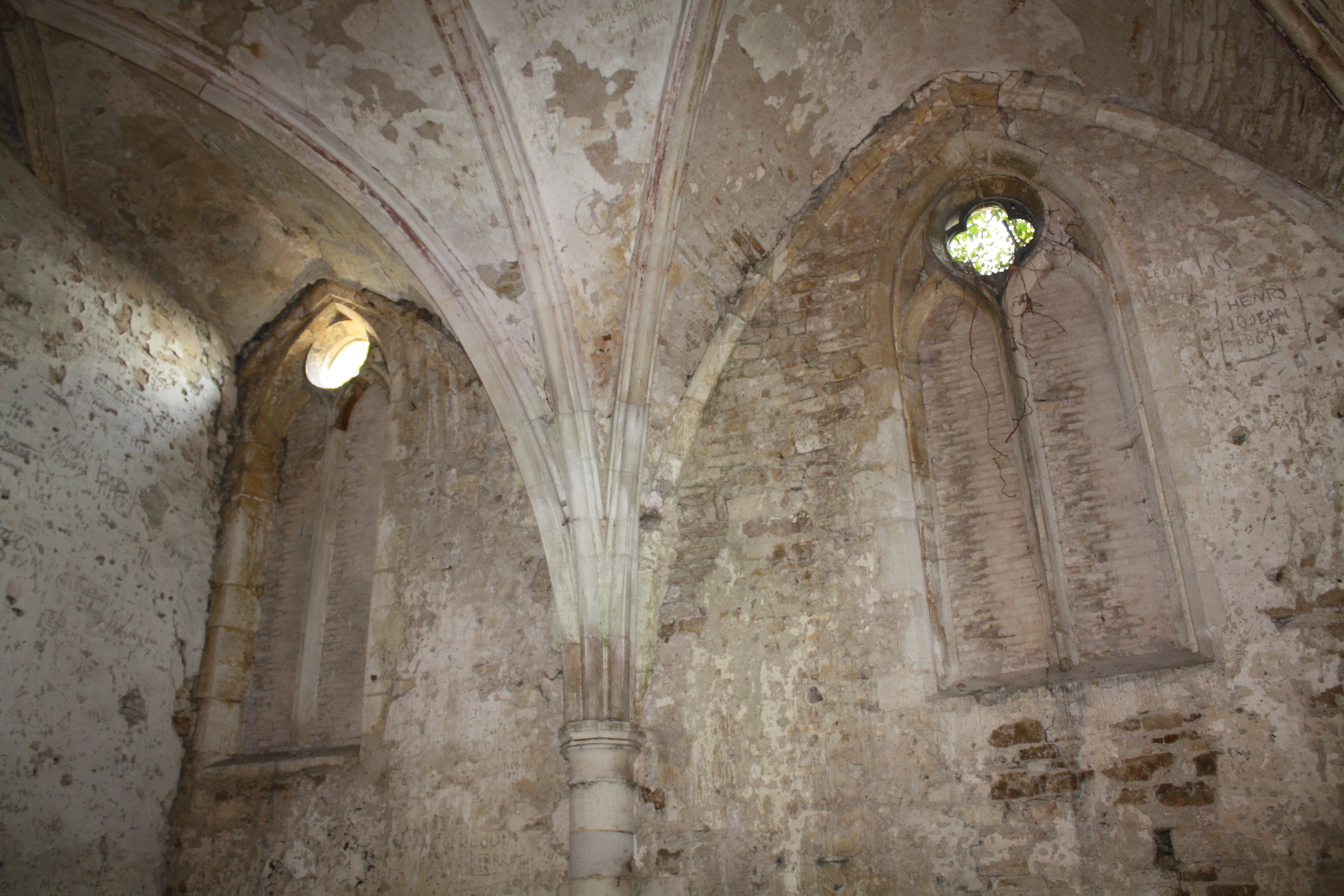
Voûte sur croisées d'ogives et hautes fenêtres gothiques actuellement murées.

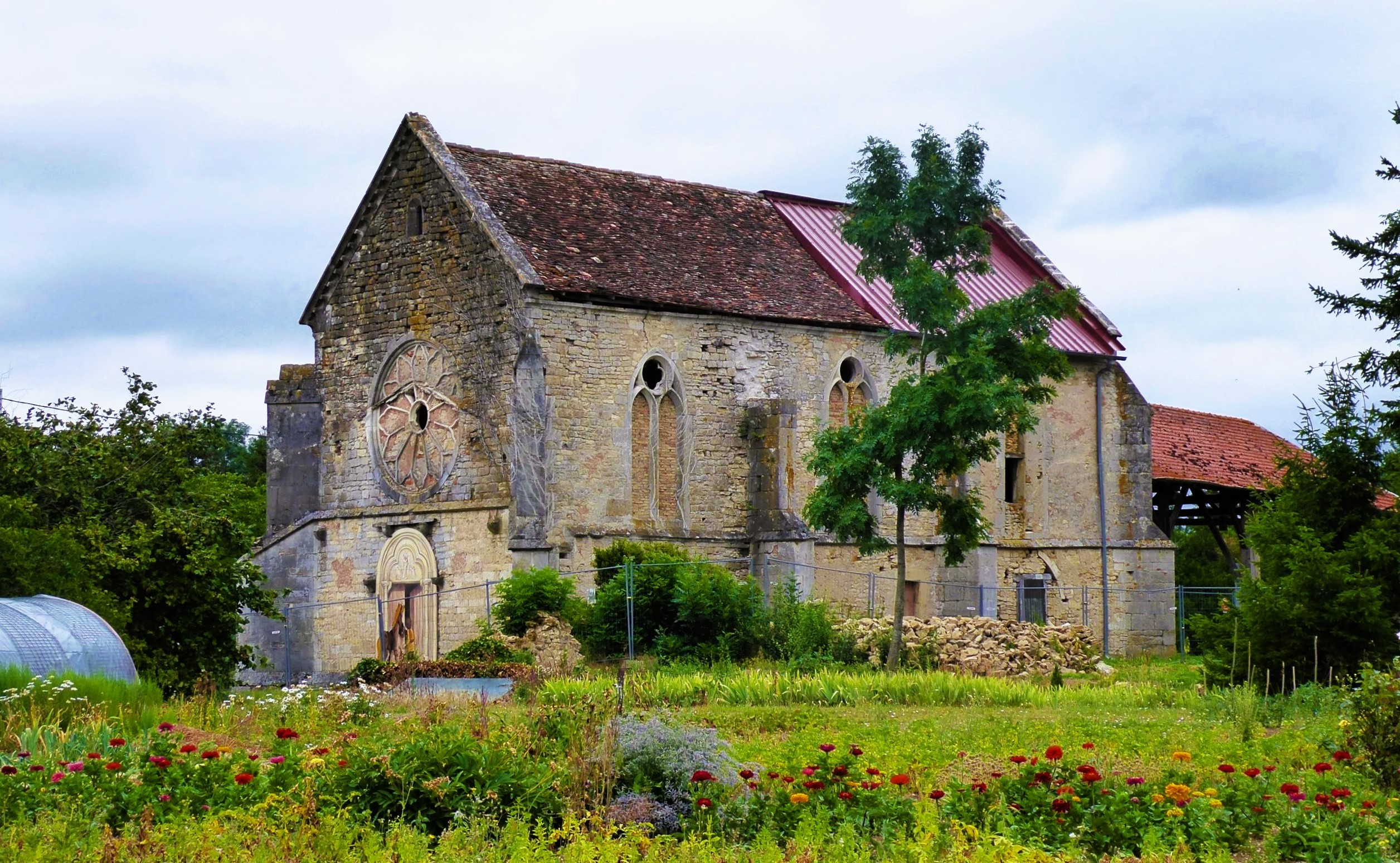
État de la chapelle en 2019, avec pose d'une toiture provisoire.

Il est attesté que jusqu'à la Révolution, la messe était dite et l'entretien assuré, expliquant l'état relativement satisfaisant dans lequel la chapelle est parvenue jusqu'au milieu du XXe siècle. Après la Révolution et la mutation des bâtiments de la commanderie en exploitation agricole, la chapelle a subi de multiples altérations dont l'une des dernières fut à l'issue d'un don en 1963, le démontage puis le transfert, pierres à pierres, de son intéressant portail qui constitue l'un des éléments majeurs de l'édifice. Trois pierres tombales situées dans la nef ont également été démontées puis transférées, l'une datée de 1588 mentionne une épidémie de peste. L'ensemble des éléments démontés ont été transférés au palais ducal, l'actuel Musée lorrain à Nancy.
L'intérieur de la chapelle était orné de décors peints dont il ne subsiste presque rien dans les deux premières travées de la nef. L'occupation humaine au cours des guerres successives depuis 1814 suivi d'un abandon définitif ont altéré les enduits en profondeur. Néanmoins dans cette partie il subsiste trois croix cerclées polychromes très altérées qui peuvent être assimilées à des croix de consécration de la chapelle. Les nervures toriques des croisées d'ogives conservent quelques décors diffus. La troisième travée correspondante au chœur a partiellement conservé les enduits successifs en relativement bon état. Des indices probants permettent d'espérer la conservation de peintures murales ou de fresques masquées par les badigeons au niveau du chevet.
Depuis le 6 février 1995, la chapelle de Libdeau est juridiquement protégée puisqu'elle bénéficie d'une inscription à l'Inventaire Supplémentaire des Monuments historiques interdisant désormais son démantèlement. Le Préfet de la Région Lorraine motiva sa décision en invoquant ceci : « […] Considérant que l'ancienne chapelle de la commanderie de Libdeau, unique vestige de l'architecture templière en Lorraine à l'aube de la suppression de l'ordre, présente un intérêt public pour l'histoire et en raison de la qualité de son architecture […] ». La chapelle a subi les méfaits du temps amplifiés par l'absence d'entretien et un abandon total depuis 1938. Depuis 2009 un projet de sauvetage était à l'étude relayé depuis septembre 2011 par une association spécifique .
La restauration de la chapelle progresse, au fur et à mesure des financements publics et privés reçus.

## La ferme de Libdeau
La ferme de Libdeau sur le territoire de Toul appartenait en bien propre à Alexis Chauxcouillon ( Amodiateur ou admoniateur de la  Cense  du Libdo sur l'acte de mariage avec Catherine Cabaret à Pont à Mousson le 24 avril 1787) et resta dans la famille jusqu'à sa vente en 1938. La présence dans la chapelle d'une pierre tombale évoquant une épidémie de peste de 1588 et mentionnant le nom de Chauxcouillon suggère la présence de cette famille dans cette ferme au moins depuis le XVIe siècle.

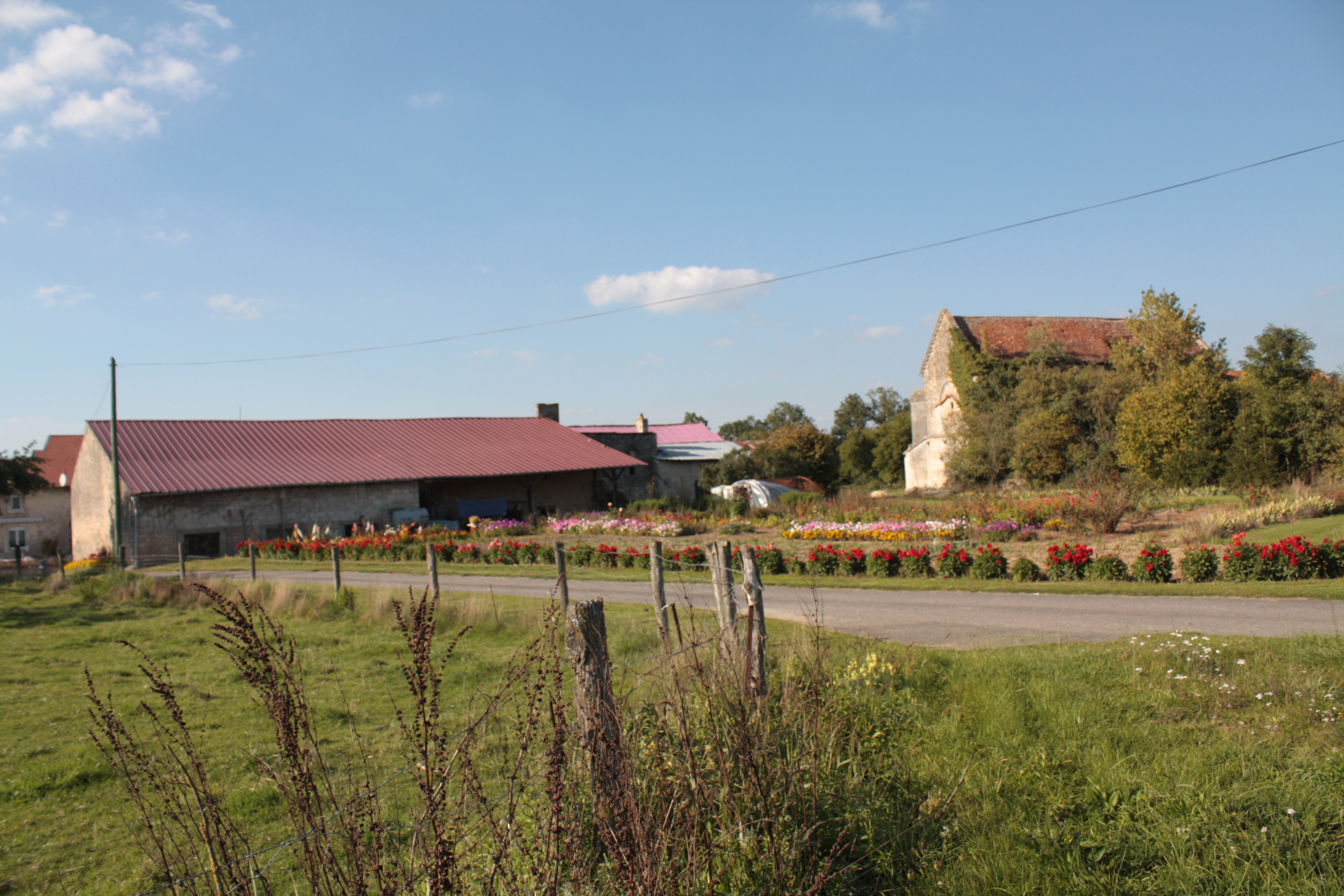
Ferme de Libdeau vue de l'ancienne voie romaine Lyon - Trèves

D'autres archives attestent la présence de cette famille à la ferme de Libdeau au XVIIIe siècle comme on le constate sur l'acte de décès de Dominique Chauxcouillon (né à Gondreville  le 22 août 1692) décédé le 30 mai 1757 à l'âge de 65 ans. Un jugement relatif à la régularisation du droit de mutation rendu le 24 août 1848 par le tribunal de Toul confirme la propriété du corps de ferme à Claude Chauxcouillon avant son décès le 26 octobre 1846.
La plupart des constructions actuelles datent du XVIIe siècle, en effet les bâtiments de ferme furent incendiés pendant la Guerre de Trente Ans et seule la chapelle échappa à la destruction. La disposition actuelle des constructions reflète très probablement, au moins partiellement, l’organisation spatiale du bâti conventuel et utilitaire précédant les destructions.